# Station Birchington-on-Sea
Birchington-on-Sea is een spoorwegstation van National Rail in Birchington-on-Sea, Thanet in Engeland. Het station is eigendom van Network Rail en wordt beheerd door Southeastern. Het station is geopend in 1863.